# جون أوتيس آدمز
كان جون أوتيس آدمز (8 يوليو 1851- 28 يناير 1927) رسامًا انطباعيًا أمريكيًا ومدرس فنون نال معظم شهرته لكونه عضوًا في مجموعة هوزاير لرسامي المناظر الطبيعية في إنديانا، إلى جانب ويليام فورسيث وريتشارد بي. غرويل، وأوتو ستارك، وتي. سي. ستيل. وأيضًا، كان آدمز ضمن مجموعة شكّلت جمعية الفنانين الغربيين في 1896، وشغل منصب رئيس المنظمة في 1908 و1909.
نشأ آدمز في وسط إنديانا، لكنه تلقى تدريبه الفني الرسمي في مدرسة ساوث كنزنغتون للفنون في لندن. قضى سبع سنوات في ألمانيا، حيث ارتاد أكاديمية الفنون الجميلة في ميونخ. شكل آدمز مدرسة فنون مانسي مع فورسيث، لكن المدرسة أغلقت بعد سنتين. ساعد آدمز أيضًا في التخطيط ودرّس صفوف الفنون في معهد جون هيرون للفنون، الذي صار لاحقًا متحف إنديانابوليس للفنون ومدرسة جون هيرون للفنون في إنديانابوليس. منح أيضًا دروس فن غير رسمية في الهيرميتاج، وهو منزله والاستوديو خاصته بالقرب من بروكفيل بإنديانا. في 2004، صُنف المبنى في السجل الوطني للأماكن التاريخية، وهو أيضًا ملكية مساهمة في مقاطعة بروكفيل التاريخية.
تضمنت عدة معارض كبرى أعمال آدمز: خمسة من رسامي هوزاير في شيكاغو، إلينوي، في 1894، ومعرض شراء لويزيانا (المعرض العالمي) في سانت لويس بميزوري عام 1904، ومعرض بنما والمحيط الهادئ الدولي في سان فرانسيسكو بكاليفورنيا عام 1915، وصالون هوزاير الأول في شيكاغو عام 1925. في 1910، عرض آدمز لوحاته دوليًا في معرض بوينس آيرس في بوينس آيرس بالأرجنتين وسانتياغو وتشيلي، حيث تلقت إحدى لوحاته، وهي صباح متجمد، شهادة تكريم. فازت أعمال آدمز بعدة جوائز أخرى. فازت لوحة تقزّح ينبوع ضحل بميدالية برونزية في معرض شراء لويزيانا (المعرض العالمي لعام 1904) وفازت لوحة صباح شتوي بجائزة مبنى الفنون الجميلة البالغة 500$ في معرض جمعية الفنانين الغربيين بشيكاغو في 1907. تتمثل أعمال آدمز في مجموعات العديد من المؤسسات المدنية والثقافية في إنديانا.
لوحاته محفوظة اليوم في عدد من المجموعات الخاصة والمتاحف، بما فيها متحف قصر هان لفنون إنديانا.

## نشأته وتعليمه
وُلد جون أوتيس آدمز في 8 يوليو 1851 في أميتي بمقطاعة جونسون، إنديانا. كان والداه إليزابيث سترينج وألبان هاوسلي آدمز. وبسبب كثرة انتقال والديه، قضى صباه في فرانكلين وشيلبيفيل ومارتينسفيل وإنديانا. انتقلت العائلة إلى فرانكلين بعد فترة وجيزة من ولادته، ثم إلى شيلبيفيل، حيث عمل ألبان تاجرًا محليًا وفلاحًا بدوام جزئي.
ارتاد آدمز المدرسة الابتدائية في فرانكلين وشيلبيفيل، وبعد انتقال العائلة إلى مارتينسفيل، تخرج في ثانوية مارتينسفيل. انتبه أحد مدرسي آدمز في مارتينسفيل إلى قدرته الفنية وشجعه على دراسة الفن. في 1869، عندما كان آدمز في الثامنة عشرة، زار معرض ولاية إنديانا، حيث رأى لوحة طبيعة صامتة وبطيخ، وهي عمل مبكر من أعمال ويليام ميريت تشيس. ألهمت اللوحة آدمز أن يصير فنانًا. ورغم أن موارد آدمز المالية كانت شحيحة، تسجل في كلية واباش في كروفوردسفيل بإنديانا، لكنه لم يحضر الفصول إلا لسنتين.
في 1872، غادر آدمز إنديانا ليدرس في مدرسة ساوث كنزنغتون للفنون بلندن. كان رسم نسخ عن لوحات الأساتذة في المعرض الوطني جزءًا معياريًا من تدريبه، وتمرينًا تقليديًا لمعظم طلاب الفنون في لندن. في خلال هذا التمرين، رأى آدمز أيضًا أعمال رسامي المناظر الطبيعية جون كونستابل وجيه. إم. دبليو. تيرنر. عمل آدمز أيضًا في استديو تصوير فوتوغرافي بلندن ليتمكن من تمويل تدريبه. عند إتمامه دراسته في 1873، تلقى آدمز شهادة من المدرسة وظل في لندن ليدرس مع جون باركر، وهو رسام مناظر طبيعية ورسامًا نوعيًا كان يعمل بصورة رئيسة بالألوان المائية. عاد آدمز إلى الولايات المتحدة في نهاية 1874 ليبدأ حياته المهنية بصفة رسام ومدرس فني.

## زواجه وعائلته
في الأول من أكتوبر 1898، تزوج آدمز من وينفريد برادي، وهي رسامة طبيعة صامتة وإحدى طالباته السابقات في مانسي بإنديانا. ارتادت برادي، التي كانت أصغر من آدمز بعشرين سنة، معهد دريكسل بفيلادلفيا ورابطة طلاب الفنون في نيويورك. أنجب الزوجان ثلاثة أبناء: جون ألبان (وُلد في 1900) وإدوارد وولف (وُلد في 1902)، وروبرت برادي (وُلد في 1904).

## حياته المهنية
في 1874، بعد إتمامه دراساته الفنية في لندن، عاد آدمز إلى الولايات المتحدة ليكسب لقمة عيشه بصفة رسام بورتريه. في البدء، عاد للعيش مع والديه في منزلهما بسيمور، إنديانا، وافتتح استوديو بورتريه.
في ربيع 1875، انتقل آدمز إلى مارتينسفيل، وفي 1876 استقر في مانسي بإنديانا. افتتح هناك استوديو وقضى أربع سنوات في رسم البورتريه. كانت أبرز عائلات مانسي ضمن قائمة زبائنه. عمل آدمز لصالح استوديو تصوير فوتوغرافي محلي، وعلى الأرجح أنه كان يصبغ الصور ليضيف لونًا إليها ليدعم دخله.
في 1880، قرر آدمز السعي خلف دراسات فنية إضافية في ميونخ بألمانيا. ولتمويل تدريبه الإضافي، رسم نسخًا عن لوحات للأساتذة القدماء والتي عُلقت في معارض ألت بيناكوثيك بميونخ وباعها على أساس اشتراك لزبائن في الولايات المتحدة. أبحر آدمز من مدينة نيويورك مع عدة فنانين أمريكيين آخرين، بما فيهم زملاءه في هوزاير تي. سي. ستيل وسامويل ريتشاردز، وأمضى سبع سنوات في ميونخ. تضمن الفنانون الأمريكيون الآخرون في ميونخ في الفترة نفسها ويليام فورسيث، وجيه. فرانك كورير، وبنجامين رذرفورد فيتز، وغيرهم. صار آدمز وستيل وفورسيث لاحقًا يعرفون بأعضاء مجموعة فناني هوزاير، رفقة أوتو ستارك وريتشارد بي. غرويل. درس آدمز في أكاديمية الفنون الجميلة بميونخ، من 1880 حتى 1885. كان غويلا بينكزور مدرس الرسم، ولودفيغ فون لوفتز مدرس التلوين، وستيل كان أحد زملائه. غادر آدمز الأكاديمية في 1885 ليجهز استوديو في ميونخ. شغل منصب رئيس نادي الفنانين الأمريكيين في ميونخ لسنتين أيضًا.
عاد آدمز إلى مانسي في 1887، حيث استأجر استوديو في قلب المدينة. كان يرسم ويدرس الرسم. كان يتنقل أيضًا من مانسي ليدرس عدة فصول ليلية في فورت واين بإنديانا. بعد عودة فورسيث من ألمانيا في 1888، صار يسافر من دياره في إنديانابوليس ليساعد آدمز في تدريس فصول الرسم في مانسي وفورت واين. في 1889، بدعم مالي من أربعة عشر رجل أعمال محلي، شكل آدم وفورسيث مدرسة مانسي للفنون وشغل كلاهما منصب مدرس فيها. أغلقت المدرسة أبوابها لأسباب غير معلنة في 1891. أسس عدة من طلاب آدمز وفورسيث لاحقًا رابطة طلاب الفنون في مانسيز شارك آدمز في المجموعة بصفته عضوًا فخريًا.